# Anna Kulinich-Sorokina
Anna Kulinich-Sorokina (27 de junio de 1992) es una atleta paralímpica de Rusia con discapacidad visual que compite principalmente en las pruebas de velocidad y lanzamiento de jabalina de clasificación T12 y F12/13. 

## Carrera
Kulinich-Sorokina representó a Rusia en los Juegos Paralímpicos de Verano de 2012 en Londres, donde ganó una medalla de plata en lanzamiento de jabalina. Eder también ha ganado múltiples medallas en los campeonatos mundiales y europeos del IPC, incluido el título mundial de 2013 en lanzamiento de jabalina. Fue medallista en los Juegos Paralímpicos de Tokio 2020, donde obtuvo bronce en 200 m, categoría T12, bajo el alero del RPC, tras la publicación del Informe Mclaren, que destapó el caso de una red de dopaje sistemático practicado por el estado ruso entre los años 2011 y 2015. En los últimos Juegos Paralímpicos de París de 2024, compitió con la “Bandera Neutral”, conocida como AIN, tras las sanciones deportivas a Rusia por la invasión a Ucrania. En esta competición se subió al podio al obtener medalla de plata en lanzamiento de jabalina femenino, en categoría F13.

## Información personal
| Nacionalidad | Rusa                                            |
| Nació        | 27 de junio de 1992 (32 años) Cheboksary, Rusia |
| Altura       | 174 cm (5 pies 9 pulgadas)                      |

## Deporte
| País                  | Rusia                                         |
| Deporte               | Atletismo adaptado                            |
| Clase de discapacidad | T12, F12                                      |
| Eventos               | sprint, jabalina                              |
| Club                  | Escuela de Habilidad Deportiva Suprema de Ufa |
| Entrenado por         | Boris Afanasyev                               |

## Palmarés
Récord de medallas
| Atletismo paralímpico | Representando a Rusia |
| Juegos Paralímpicos   | 2012 Londres          |
|                       |                       |
| PLATA                 |                       |
| Jabalina - F12/13     |                       |

| Atletismo paralímpico | Representando a RPC (Comité Paralímpico Ruso) |
| Juegos Paralímpicos   | 2020 Tokio                                    |
|                       |                                               |
| BRONCE                |                                               |
| 200m - T12            |                                               |

| Atletismo paralímpico | Representando a AIN (Atletas Individuales Neutrales en los Juegos Olímpicos de París 2024) |
| Juegos Paralímpicos   | 2024 París                                                                                 |
|                       |                                                                                            |
| PLATA                 |                                                                                            |
| Jabalina - F12/13     |                                                                                            |

Representando a Rusia
Campeonatos del Mundo de IPC
| Medalla de oro   | Lyon 2013  | Jabalina - F12/13       |
| Medalla de plata | Doha 2015  | Jabalina - F12/13       |
| Medalla de plata | Doha 2015  | Relé 4x100 m - F11 / 13 |
| Medalla de plata | Dubai 2019 | Jabalina - F12/13       |

Campeonato de Europa de Atletismo del IPC
| Medalla de oro    | Swansea 2014  | Jabalina - F12        |
| Medalla de plata  | Swansea 2014  | 400 m - F12           |
| Medalla de bronce | Swansea 2014  | 200m - F12            |
| Medalla de oro    | Grosseto 2016 | Jabalina - F11-13     |
| Medalla de oro    | Grosseto 2016 | 200m - F12            |
| Medalla de plata  | Grosseto 2016 | Relevo 4x100 m T11-13 |